# Купянская волость
Купянская во́лость — историческая административно-территориальная единица Купянского уезда Харьковской губернии с центром в уездном городе Купянск.
По состоянию на 1885 год состояла из 27 поселений, 5 сельских общин. Население — 5936 человек (3029 мужского пола и 2907 — женского), 549 дворовых хозяйств.
|                       | Площадь, десятин | В том числе пахотной, дес. |
| --------------------- | ---------------- | -------------------------- |
| Сельских общин        | 7990             | 7354                       |
| Частной собственности | 5404             | 2344                       |
| Другой собственности  | —                | —                          |
| В целом               | 13394            | 9698                       |

### Храмы волости[3]
- Николаевская церковь в городе Купянске (построена в 1852 г.[4])
- Соборно-Покровская церковь в городе Купянске (построена в 1662 г.[4])